# Dillon (Name)
Dillon ist ein Familienname aus dem anglo-amerikanischen Sprachraum.

## Namensträger
- A. J. Dillon (* 1998), US-amerikanischer American-Football-Spieler
- Alan Dillon (* 1982), irischer Politiker (Fine Gael)
- Anna Dillon (Hofdame) (1759–1823), Hofdame in St. Petersburg und Weimar
- Anna Dillon (* 1959), irischer Schriftsteller, siehe  Michael Scott (Schriftsteller, 1959)
- Arthur Dillon (General) (1750–1794), französischer General
- Arthur Richard Dillon (1721–1806), französischer Geistlicher, Erzbischof von Narbonne
- Asia Kate Dillon (* 1984), US-amerikanischer Schauspieler
- Austin Dillon (* 1990), US-amerikanischer Automobilrennfahrer
- Bethany Dillon (* 1988), US-amerikanische Musikerin
- Brenden Dillon (* 1990), kanadischer Eishockeyspieler
- C. Douglas Dillon (1909–2003), US-amerikanischer Politiker
- Cara Dillon (* 1975), irische Sängerin
- Carlos Dillon, Pseudonym des argentinischen Tangosängers Carlos Acuña (1915–1999)
- Carmen Dillon (1908–2000), britische Architektin und Filmarchitektin
- Cecil Dillon (1908–1969), US-amerikanisch-kanadischer Eishockeyspieler
- Charles Hall Dillon (1853–1929), US-amerikanischer Politiker
- Cooper Dillon (* 2008), amerikanisch-deutscher Schauspieler und Musicaldarsteller
- Corey Dillon (* 1974), US-amerikanischer Football-Spieler
- Danica Dillon (* 1987), US-amerikanische Pornodarstellerin und Filmschauspielerin
- David Dillon (* 1951), US-amerikanischer Manager
- Dean Dillon (* 1955), US-amerikanischer Musiker
- Diane Dillon (* 1933), US-amerikanische Künstlerin
- Eilís Dillon (1920–1994), irische Schriftstellerin
- Francesco Dillon (* 1973), italienischer Cellist und Musikpädagoge
- Gary Dillon (* 1959), kanadischer Eishockeyspieler
- Georges Dillon-Cavanagh (1873–1944), französischer Fechter
- Gus Dillon (1883–1952), kanadischer Lacrossespieler
- Harold Dillon, 17. Viscount Dillon (1844–1932), britischer Waffenhistoriker und Kurator der Royal Armouries
- Helen Dillon (* 1940), schottische Gärtnerin
- Henry Patrice Dillon (1850–1909), US-amerikanischer Maler
- Hugh Dillon (* 1963), kanadischer Schauspieler und Musiker
- Jack Dillon (1891–1942), US-amerikanischer Boxer (Halbschwergewicht), Weltmeister 1914–1916
- James Dillon (Politiker) (1902–1986), irischer Politiker
- James Dillon (Komponist) (* 1950), englischer Komponist
- James Dillon, 1. Earl of Roscommon († 1642), irischer Peer
- James Dillon, 3. Earl of Roscommon (um 1605–1649), irischer Peer
- James Dillon, 8. Earl of Roscommon (1702–1746), irischer Peer
- John Dillon (Politiker) (1851–1927), irischer Politiker
- John Dillon (Leichtathlet) (* 1951), irischer Leichtathlet
- John Dillon (Segler) (1921–1988), britischer Segler
- John Dillon (Snookerspieler), kanadischer Snookerspieler
- John Blake Dillon (1814–1866), irischer Politiker und Autor
- John Francis Dillon (1884–1934), US-amerikanischer Regisseur und Schauspieler
- John M. Dillon (* 1939), irischer Altphilologe und Philosoph
- Julia Lester Dillon (1871–1959), US-amerikanische Landschaftsarchitektin
- Julius Edward Dillon (1897–1961), US-amerikanischer römisch-katholischer Ordensgeistlicher, Apostolischer Präfekt von Shashi
- Juliette Dillon (1823–1854), französische Pianistin, Klavierimprovisatorin, Organistin, Komponistin und Musikschriftstellerin
- Kevin Dillon (* 1965), US-amerikanischer Schauspieler
- Kirsty Dillon (* 1976), britische Theaterschauspielerin und Filmschauspielerin
- Leo Dillon (1933–2012), US-amerikanischer Künstler
- Leonard Dillon (1942–2011), jamaikanischer Musiker
- Marija Lwowna Dillon (1858–1932), russisch-sowjetische Bildhauerin
- Matt Dillon (* 1964), US-amerikanischer Schauspieler
- Matt Dillon (Softwareentwickler) (* 1966), US-amerikanischer Informatiker
- Matthew P. J. Dillon (* 1963), australischer Althistoriker
- Melinda Dillon (1939–2023), US-amerikanische Schauspielerin
- Mia Dillon (* 1955), US-amerikanische Schauspielerin
- Michael Dillon (Mediziner) (geb. Laura Maud Dillon; 1915–1962), britischer Mediziner
- Michael Dillon (Politikwissenschaftler) (* 1945), britischer Politikwissenschaftler
- Michael Dillon (Botaniker) (* 1947), US-amerikanischer Botaniker
- Michael Dillon (Historiker) (* 1949), britischer Historiker und Sinologe
- Michael Dillon (Dokumentarfilmer), australischer Dokumentarfilmer
- Michelle Dillon (* 1973), britische Duathletin und Triathletin, siehe Michelle Hayes
- Myles Dillon (1900–1972), Keltologe
- Nicholas Dillon (* 1997), Fußballspieler aus Trinidad und Tobago
- Peter Dillon (1788–1847), irisch-britischer Handelskapitän, Entdecker und Schriftsteller
- Phyllis Dillon (1944–2004), jamaikanische Sängerin
- Richard C. Dillon (1877–1966), US-amerikanischer Politiker

- Robert Dillon, 1. Baron Clonbrock (1754–1795), irischer Peer und Politiker
- Robert Dillon, 3. Baron Clonbrock (1807–1893), irischer Peer
- Robert Dillon, 2. Earl of Roscommon († 1642), irischer Peer
- Robert Dillon, 6. Earl of Roscommon († 1715), irischer Peer
- Robert Dillon, 7. Earl of Roscommon († 1721), irischer Peer
- Robert Dillon, 9. Earl of Roscommon († 1770), irischer Peer
- Robert Dillon (Drehbuchautor, 1932) (* 1932); US-amerikanischer Drehbuchautor
- Robert Dillon (Perkussionist), US-amerikanischer Perkussionist
- Robert A. Dillon (Robert Anthony Dillon; 1889–1944), US-amerikanischer Drehbuchautor und Regisseur
- Robert Sherwood Dillon (* 1929), US-amerikanischer Diplomat
- Sam Dillon (* ≈1985), US-amerikanischer Jazzmusiker
- Sandy Dillon (1960–2022), US-amerikanische Sängerin und Songwriterin
- Sean Dillon (* 1983), irischer Fußballspieler
- Steve Dillon (1962–2016), britischer Comiczeichner
- Theobald Dillon (1745–1792), französischer General
- Tyler Dillon (* 1992), US-amerikanischer Automobilrennfahrer
- Wayne Dillon (* 1955), kanadischer Eishockeyspieler
- William G. Dillon (* 1957), US-amerikanischer Amateurastronom und Asteroidenentdecker

## Künstlername
- Dillon (Sängerin) (eigentlich Dominique Dillon de Byington; * 1988), brasilianisch-deutsche Musikerin

## Pseudonym
- Anna Dillon, ein Pseudonym von Michael Scott (Schriftsteller, 1959) (* 1959), irischer Schriftsteller

Siehe auch:
- Dhillon